# Надгробни споменик Јожефа Киша
Надгробни споменик Јожефа Киша је споменик Јожефу Кишу мађарском хидротехничком инжењеру. Налази се на узвишици изнад преводнице на Великом бачком каналу у Врбасу, а одлуком Владе Републике Србије у јануару 2024. године проглашен је за споменик културе.

## Опште информације
Споменик се налази на територији општине Врбас, близу северозападног улаза у Врбас, изнад старе преводнице Великог бачког канала. Постављен је почетком 19. века, 350 метара од обале канала.
Споменик је у облику тространог обелиска на постаменту, изграђен од камена. Обелиск је висок 2,8 метара и завршава се бронзаном куглом на врху. Постамент је квадер основе 105 х 70 цм, и висине 2,12 м. Рашчлањен је на профилисани базис, труп на ком се налази мермерна плоча са епитафом и завршни венац са троугластим тимпаноном.
Иза споменика налази се гробница са бетонским опсегом и покривном бетонском плочом димензија 3х5 м. Опсег и плоча прекривени су терацом, као и заштитни бетонски тротоар око споменика и гробног места. На архивској фотографији види се да је првобитни опсег био зидан опеком и фугован, завршен прстеном од косо зидане опеке са падом према споља, без покривне плоче већ украшен ниским зеленилом.
На јужној страни постамента, на правоугаоној површини испод троугластог тимпанона на латинском језику уклесан је епитаф „M.S.E. Josephus Kiss. Nobilis. Hungarus. Qvem Immortalem. Esse. Hicce Francisci Canalis. Testatur. In mortalem Fuisse. Hoc. Marmor. Fatetur. – Natus Budae D. XIV ante. Calend aprilis Anno R. S. M.D.C.C.IIL. Denatus. Zomborini. Apud. Bacsienses. D. III. IDUM. MARTII ANNO M.D.C.C.C.XIII.” који у преводу гласи: „Овде лежи Јожеф Киш, мађарски племић. Да је он бесмртан потврђује Францов канал. Да је био смртан сведочи овај мермер. Рођен у Будиму 14 дана пре априлских календа 1748. године. Умро у Сомбору код бачких пријатеља трећег дана мартовских ида 1813. године”.
Одлуком Владе Републике Србије у јануару 2024. године надгробни споеник Јожефу Кишу проглашен је за споменик културе. Како је образложено, ово обележје чува сећање на знамениту личност, идејног творца, пројектанта и градитеља Великог бачког канала, водотока који је преобликовао изглед данашње Бачке и омогућио њено претварање из мочварног у плодно земљиште и потпуно променио живот у њој.